# Station Stokke
Station Stokke is een station in Stokke in fylke Vestfold in Noorwegen. Het station ligt aan Vestfoldbanen. Het stationsgebouw dateert uit 1881 en is een ontwerp van Balthazar Lange.